# 쾨로을루산맥

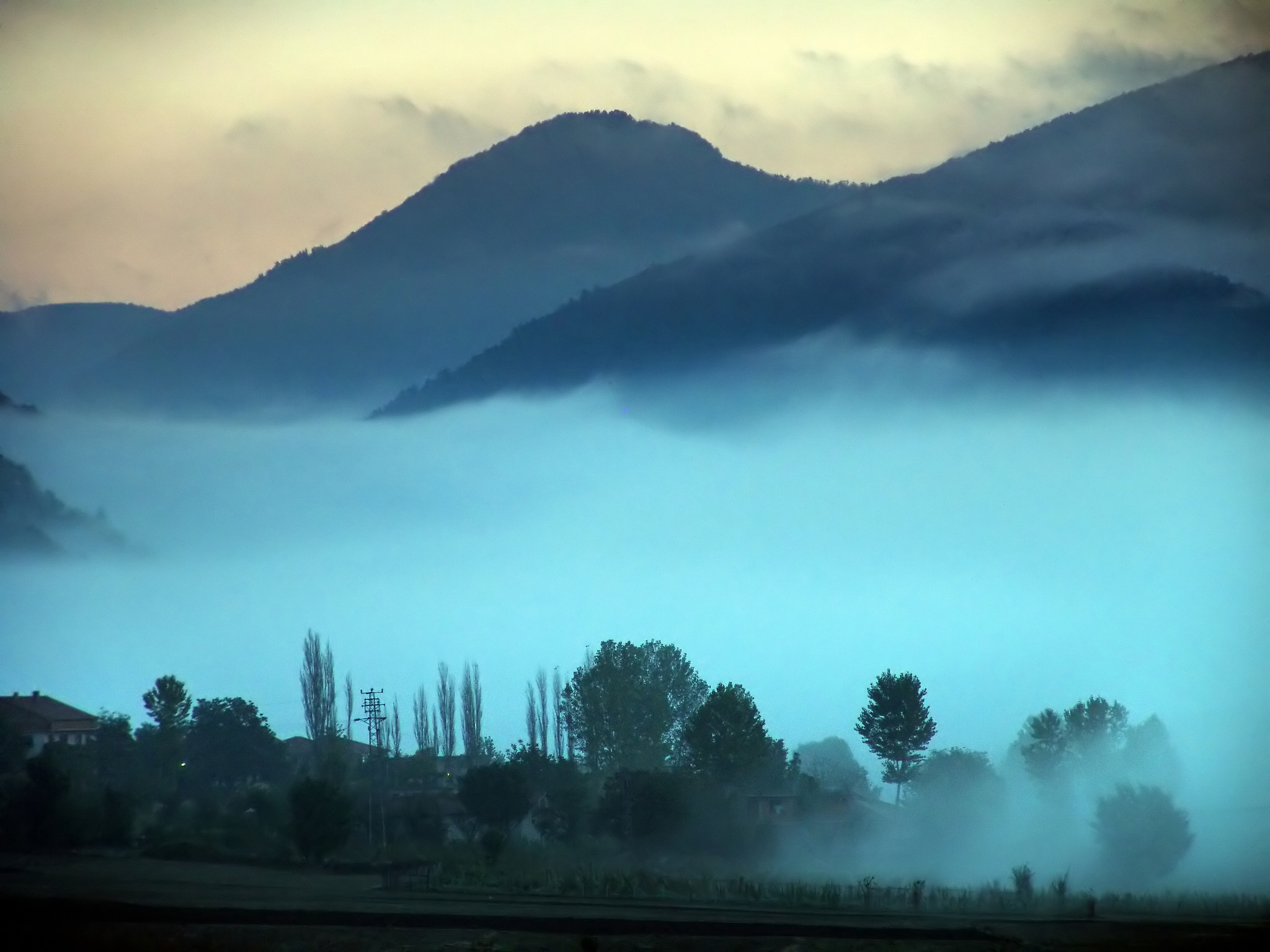
쾨로을루산맥

쾨로을루산맥(튀르키예어: Köroğlu Dağları)은 튀르키예 북부에 있는 산맥으로, 앙카라 북쪽에 있다. 북아나톨리아 단층과 흑해를 따라 솟아 있다. 서쪽으로 사카리아강, 동쪽으로는 키질이르마크강이 경계를 이룬다.
가장 높은 곳은 볼루 남쪽에 위치한 안산암 지형으로, 이 산맥의 가장 높은 지점인 쾨로을루 테페시가 해발 2,499m (8,200피트)에 위치한 고원 으로 구성되어 있다.